# Andreas Rhiel
Andreas Rhiel (* 18. Oktober 1861 in Erfurtshausen; † nach 1933) war ein deutscher Jurist und Politiker (Zentrum).

## Leben
Nach dem Abitur zu Ostern 1881 nahm Rhiel ein Studium der Rechts- und Staatswissenschaft an der Philipps-Universität Marburg auf, das er 1884 mit dem Ersten Juristischen Staatsexamen beendete. Seit 1882 war er Mitglied der katholischen Studentenverbindung VKDSt Rhenania Marburg im CV.  Er absolvierte von 1884 bis 1888 das Referendariat an Gerichten, bestand das Zweite Juristische Staatsexamen und trat im April 1889 als Gerichtsassessor in den preußischen Justizdienst ein. Im Dezember 1894 wurde er Richter am Amtsgericht Wolfhagen. Von Mai 1899 bis zu seinem Eintritt in den Ruhestand im April 1927 war er als Richter am Amtsgericht Fulda tätig, zuletzt als Amtsgerichtsrat.
Rhiel trat in die Zentrumspartei ein und war von Juni 1908 bis November 1918 Mitglied des Preußischen Abgeordnetenhauses, wo er den Wahlkreis Regierungsbezirk Kassel 12 (Fulda) vertrat. Von 1919 bis 1921 war er Mitglied der Verfassunggebenden Preußischen Landesversammlung. Im Anschluss wurde er als Abgeordneter in den Preußischen Landtag gewählt, dem er bis 1933 angehörte.